# Renia accola
Renia accola är en fjärilsart som beskrevs av Paul Dognin 1914. Renia accola ingår i släktet Renia och familjen nattflyn. Inga underarter finns listade.